# Лэйк, Дэйв
«Diesel Dave» Лэйк (англ. "Diesel Dave" Lake) — панк-рок музыкант из города Санта-Роза (штат Калифорния). Более всего известен, как член панк-группы Diesel Boy.

## Краткая биография

### Карьера в группе
Дэвид родился и вырос в городе Санта-Роза (штат Калифорния). Там же он с друзьями создал панк-группу Diesel Boy, зарегистрированную официально в 1993 году, где выступал как гитарист и певец, а также был автором песен и фронтмэном коллектива. В то же время он взял сценический псевдоним «Diesel Dave» Лэйк, которым пользуется до сих пор.
Группа, во многом благодаря харизме и замечательному вокалу и игре Дэйва, вскоре стала довольно знаменита, выпустила четыре альбома, ездила во множество турне по всем частям света, а также выступила в Noshing and Moshing — в эпизоде короткого, но всеми любимого сериала от телевизионной компании NBC — «Хулиганы и ботаны», где музыканты исполняли роль группы Puss (которая, к сожалению, так и не появилась). Членам группы пришлось ходить в кожаных штанах и наносить горы макияжа.

### Дальнейшая судьба
После выхода в 2001 году четвёртого последнего альбома группы, о ней больше не было ничего слышно, однако официально она так и не развалилась. «Diesel Dave» начал выступать в других коллективах, но надолго ни в одном не задержался. Сейчас он владеет новостным юмористическим веб-сайтом с направленностью в рок-музыку.

## Дискография

### LPs
- Cock Rock (1996)
- Venus Envy (1998)
- Sofa King Cool (1999)
- Rode Hard and Put Away Wet (2001)

### 7"/Splits
- Strap On Seven-Inch (7", 1996)
- Double Letter Score — Diesel Boy/Divit (Split CD, 2001)

### Сборные альбомы
- «Titty Twister» из сборника «Fat Music Vol. 2: Survival of the Fattest» (1996)
- «Lime Green» из сборника «Punk Bites» (1996)
- «Punk Rock 101» из «Honest Don's Welcome Wagon» (1997)
- «Much Too Young» из «Serial Killer Compilation» (1999)
- «Song for the Kids» из сборника «Punk Ass Generosity» (1999)
- «Dust in the Wind» из сборника «Music to Listen to Music By» (1999)
- «Chandeliers and Souvenirs» из сборника «Short Music for Short People» (1999)
- «Looks That Kill» из сборника «Punk Goes Metal»
- «Sammy Hagar Weekend» из сборника «Not So Quiet on the Coldfront» (2001)

## Видеография
- Видеоклип «She’s My Queen» из альбома Sofa King Cool